# Retusa chukchii
Retusa chukchii is een slakkensoort uit de familie van de Retusidae. De wetenschappelijke naam van de soort is voor het eerst geldig gepubliceerd in 2008 door Chaban.